# بازار خوبان
بازار خوبان تألیف آرش صادق‌بیگی است که توسط مؤسسه انتشارات نگاه در ۹ خرداد ۱۳۹۴ منتشر شد و در سی و چهارمین دوره جایزه کتاب سال جمهوری اسلامی ایران، به‌عنوان «کتاب سال ایران» برگزیده شد.
این کتاب مجموعه‌ای از هشت داستان است که در ظاهر مستقل هستند و هرکدام با قصه و مضمونی متفاوت از جایی شروع و در جایی پایان می‌یابند اما در شکل کلی‌تر داستان‌ها لایه‌های زیرین مشترکی دارند و خواننده می‌تواند رشته مشترک هر داستان با دیگری را پیدا کند؛ داستان‌ها یک مضمون مشترک یا تم واحد ندارند اما هر کدام با دیگری یک وجه اشتراک جداگانه‌ای دارد مثل عنصر مکان یا مثلاً یکی دو داستان از نظر فرمی به هم شبیه هستند.